# Беликов, Владимир Станиславович
Владимир Станиславович Беликов (род. 2 августа 1971) — российский шахматист, гроссмейстер (2000). Тренер.

## Шахматная карьера
Звание международного мастера присвоено в 1992 году, гроссмейстера — в 2000 году. В 2018 году занимал 204 строку рейтинга игроков России и 909 строку рейтинга игроков Европы.
В составе сборной СССР участник 3-й Телешахолимпиады (команда СССР дошла до полуфинала).
В составе сборной ЦСКА участник 3-х командных чемпионатов России (1992, 1994, 1995). Выиграл две бронзовые медали в команде (1992 и 1994), а также 2 золотые медали в индивидуальном зачёте (1994 и 1995, оба раза играл на 5-й доске).
Тренер чемпиона мира Владимира Крамника.
Живёт в Воронеже.

## Спортивные результаты
| Год  | Город      | Турнир                     | + | − | = | Результат | Место |
| ---- | ---------- | -------------------------- | - | - | - | --------- | ----- |
| 1992 | Подольск   | Командный чемпионат России | 2 | 3 | 5 | 4½ из 10  |       |
| 1994 | Колонтаево | Командный чемпионат России | 4 | 1 | 4 | 6 из 9    |       |
| 1995 | Казань     | Командный чемпионат России | 2 | 1 | 4 | 4 из 7    |       |

## Изменения рейтинга
| Графики недоступны из-за технических проблем. См. информацию на Фабрикаторе и на mediawiki.org. |